# State College
State College – miasto (borough) w hrabstwie Centre, w środkowej części stanu Pensylwania, w Stanach Zjednoczonych, położone w dolinie Nittany, między górami Bald Eagle Mountain na północnym zachodzie a Tussey na południowym wschodzie. Liczy 41 757 mieszkańców (2013), a obszar metropolitalny 153 990 (2010).
Miejscowość powstała w 1859 wokół założonej tutaj cztery lata wcześniej uczelni Farmers' High School of Pennsylvania, w 1874 przemianowanej na Pennsylvania State College (stąd nazwa), a obecnie stanowiącej główne miasteczko uniwersyteckie Uniwersytetu Stanu Pensylwania. Oficjalna lokacja nastąpiła w 1896.
State College pozostaje ważnym ośrodkiem akademickim, zdominowanym przez kampus uniwersytecki. W mieście rozwinął się przemysł wysokiej techniki.